# 洛特河畔新城
洛特河畔新城（法語：Villeneuve-sur-Lot，法語發音：[vilnœv syʁ lɔt] ⓘ），法国西南部城市，新阿基坦大区洛特-加龙省的一个市镇，同时也是该省的一个副省会，下辖洛特河畔新城区，其市镇面积为81.32平方公里，2022年1月1日时人口数量为22,004人，是该省人口第二多的市镇，在法国城市中排名第414位。
洛特河畔新城位于洛特-加龙省东部，洛特河两岸，历史上为重要的商业集镇及渡口，现代则为一个区域性的中心城市，多条公路在此交汇。洛特河畔新城是跨国大型联锁家居商场Gifi的总部所在地，亦因同名联盟式橄榄球俱乐部而闻名。

## 地名来源
“新城”一名出现于13世纪中后期，新城的前身埃斯城则起源于古典时期，后者现为洛特河畔新城的一个街区。
“洛特河”是横穿当地的河流。在1875年以前，洛特河畔新城的官方名称为“阿让新城”（Villeneuve-d'Agen）。

## 历史

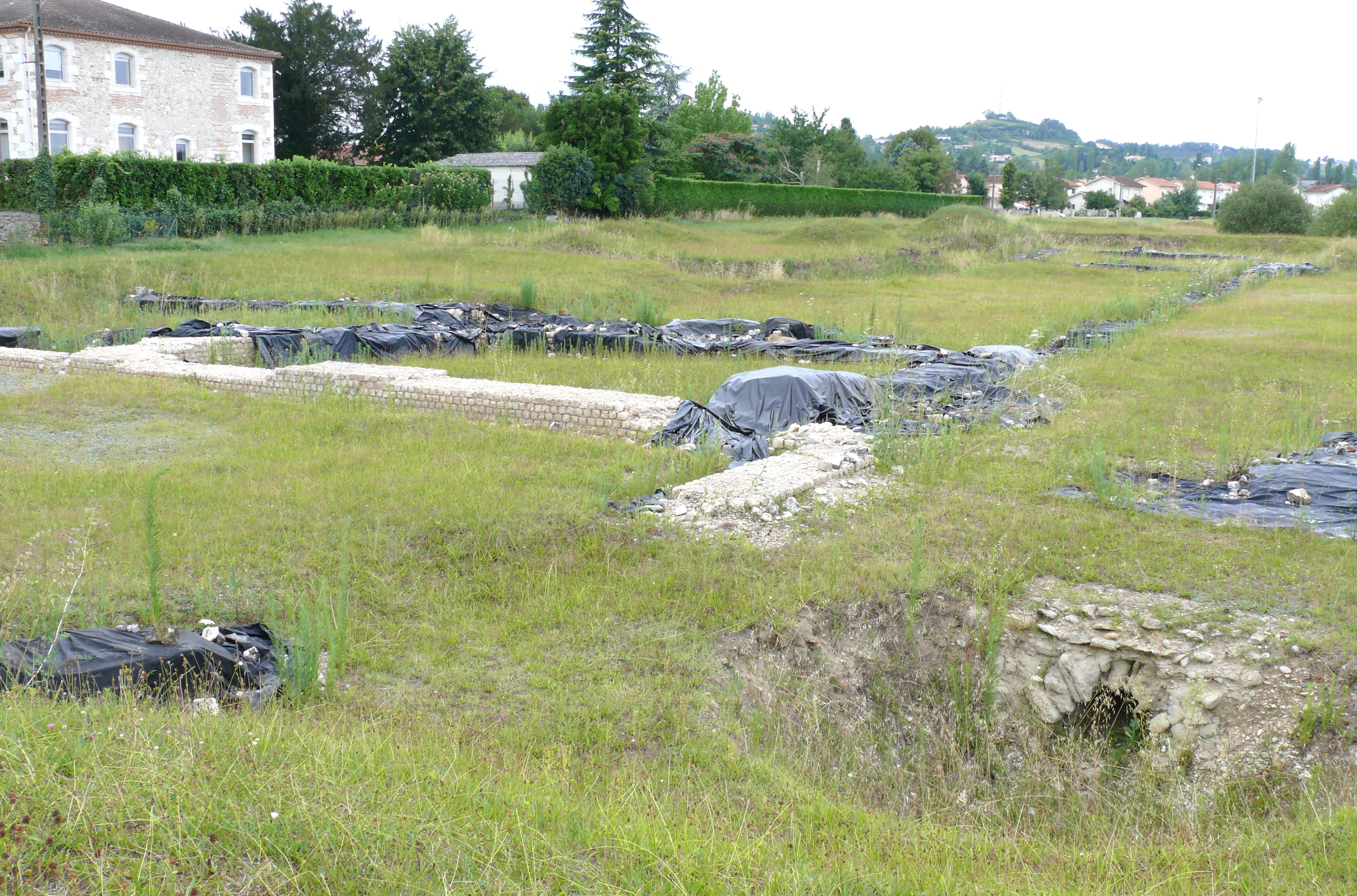
埃斯古遗址

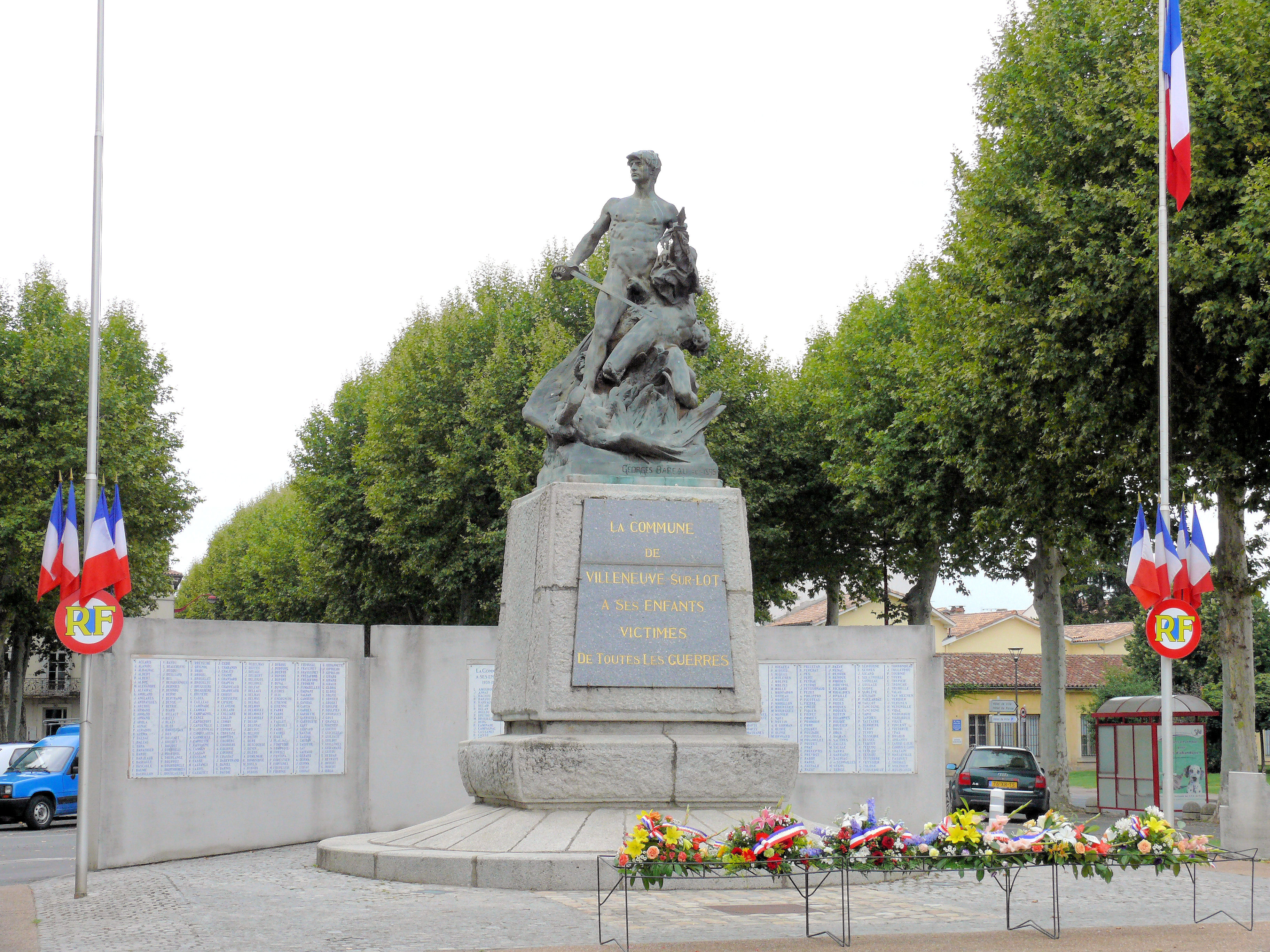
战争烈士纪念碑

洛特河畔新城的历史最早可以追溯到古罗马时期，彼时，两条罗马道路在距离现代洛特河畔新城市中心约1公里的埃斯交汇，埃斯逐渐形成了一个重要的军事及商业驿站，出现了兵营、手工艺区和寺庙。公元11世纪，本笃会在附近的村庄建立了修道院。1254至1263年间，路易九世的弟弟阿尔方斯为加强对佩里戈尔以及吉耶讷的管理，在修道士让出的土地上建立了一座要塞型城镇，此乃洛特河畔新城的建城起源，其城镇建设遵循了当时法国西南部要塞型城镇所普遍采用的模式：围绕中心广场对城镇进行垂直式规划。1279年，根据《亚眠条约》，洛特河畔新城所处的阿日奈地区被爱德华一世控制，后者于1282年主持修建了横跨洛特河的莱锡约塔桥，该桥的建成使得洛特河畔新城成为了跨越洛特河的两处必经通道之一（另一处位于卡奥尔），这使得它在后来的英法百年战争和胡格诺战争中成为了具有战略性意义的城镇。1685年，玛戈王后试图占领阿让地区，但未能成功通过新城。之后由于在投石党运动中支持王子对抗马萨林枢机，新城的城墙在围城战中被毁。在此之后，新城经历了长时间的平静。直到十九世纪中期，河运都是洛特河畔新城的财富之源，从奥弗涅等上游地区运来的铜、木材、干酪和小麦等物资要通过新城的商港运往波尔多等地。法国大革命后，洛特河畔新城成为洛特-加龙省的一个市镇及副省会，1875年更为今名。横跨该地的洛特河在近现代发生了多次洪涝灾害，其中在2003年的洪水中该河的新城段水位达到了6.84米。

## 地理

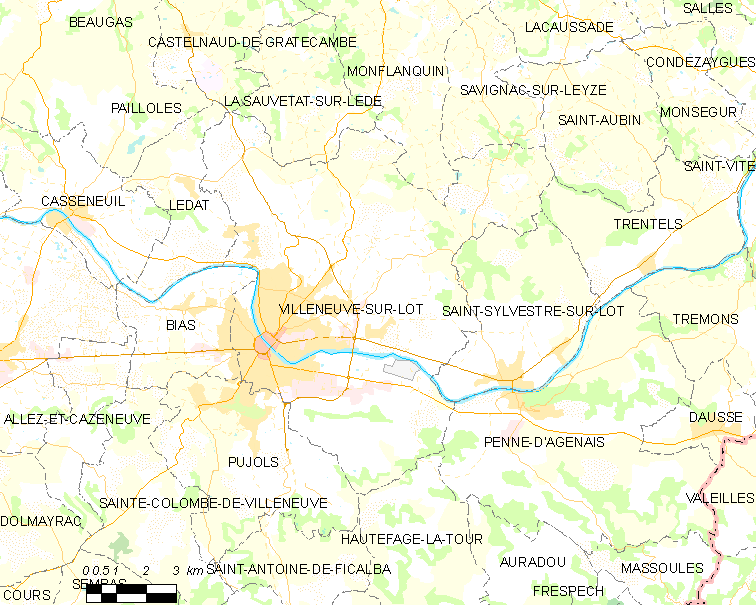
洛特河畔新城市镇范围地图

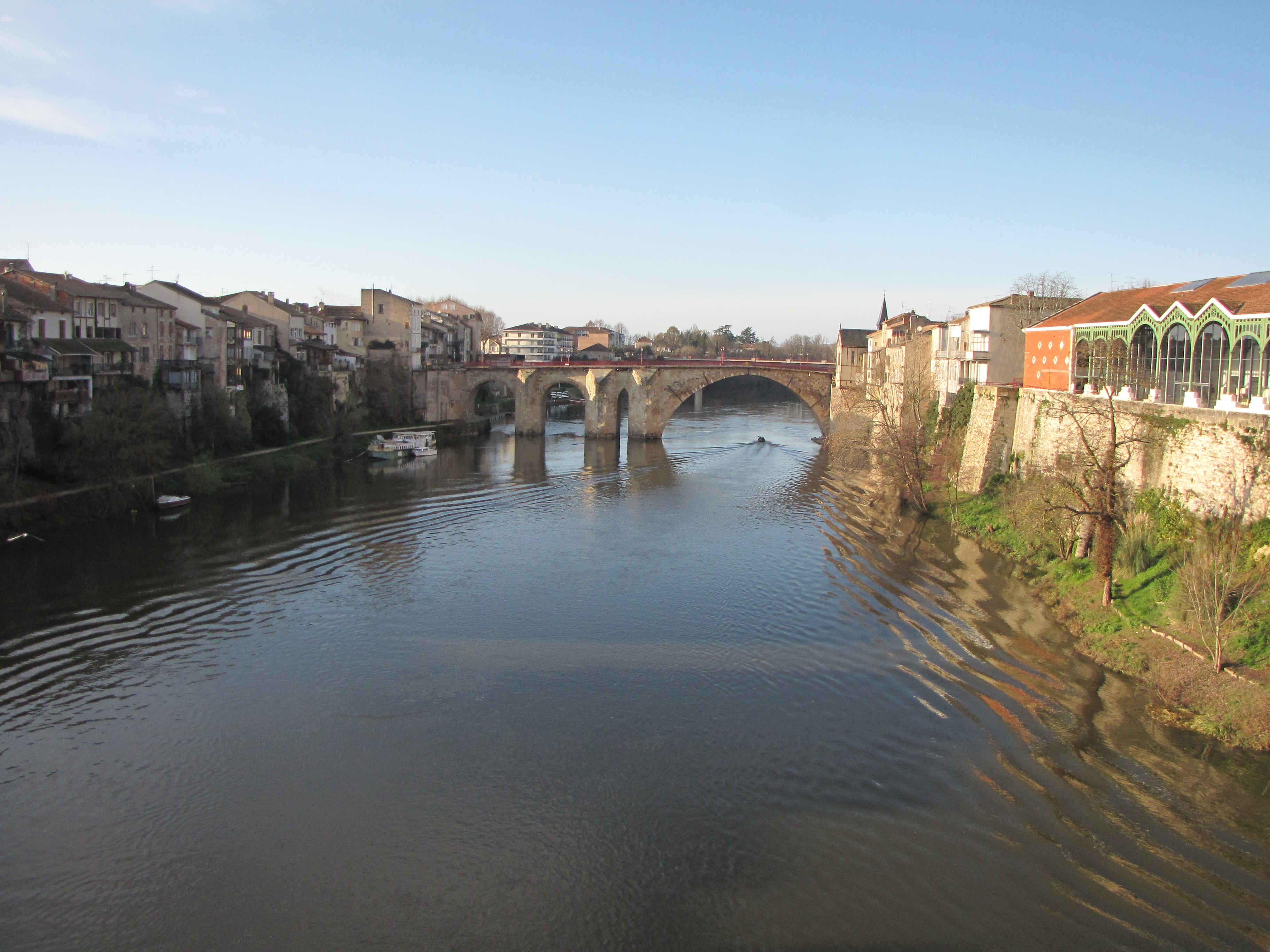
洛特河

洛特河畔新城位于法国西南部，新阿基坦大区中南部和洛特-加龙省东部，距离省会阿让大约31公里。与洛特河畔新城接壤的市镇包括：莱德河畔拉索沃塔、比亚斯、卡斯泰尔诺-德格拉特康布、欧特法日拉图尔、莱达、蒙弗朗坎、佩讷达日奈、皮若勒、圣欧班、洛特河畔圣西尔韦斯特、莱兹河畔萨维尼亚克和特朗泰勒。

### 地形
洛特河畔新城位于阿基坦盆地东部腹地，为土壤肥沃的低平丘陵所环绕，市镇中心地势较为平坦，南北两侧略有起伏，全境海拔在42到209米之间。

### 水文
洛特河自东向西流经境内，该河是加龙河的右岸支流。另有一条叫“康布”（Cambe）的小溪在此注入洛特河。

### 植被
洛特河畔新城属于温带阔叶混交林区，弗朗索瓦·米特朗公园（Parc François Mitterrand）是当地主要的城市绿地，林地则广泛分布于洛特河两岸。
在鲜花城市的评比中，洛特河畔新城被评为2星级鲜花城市。

### 气候
洛特河畔新城在柯本气候分类法中属于带有地中海气候特征的温带海洋性气候。
距离洛特河畔新城最近的常年气象站位于洛特河畔圣利夫拉德境内，以下为该气象站的数据：
| 洛特河畔圣利夫拉德1981年－2019年 | 洛特河畔圣利夫拉德1981年－2019年 | 洛特河畔圣利夫拉德1981年－2019年 | 洛特河畔圣利夫拉德1981年－2019年 | 洛特河畔圣利夫拉德1981年－2019年 | 洛特河畔圣利夫拉德1981年－2019年 | 洛特河畔圣利夫拉德1981年－2019年 | 洛特河畔圣利夫拉德1981年－2019年 | 洛特河畔圣利夫拉德1981年－2019年 | 洛特河畔圣利夫拉德1981年－2019年 | 洛特河畔圣利夫拉德1981年－2019年 | 洛特河畔圣利夫拉德1981年－2019年 | 洛特河畔圣利夫拉德1981年－2019年 | 洛特河畔圣利夫拉德1981年－2019年 |
| 月份                             | 1月                              | 2月                              | 3月                              | 4月                              | 5月                              | 6月                              | 7月                              | 8月                              | 9月                              | 10月                             | 11月                             | 12月                             | 全年                             |
| -------------------------------- | -------------------------------- | -------------------------------- | -------------------------------- | -------------------------------- | -------------------------------- | -------------------------------- | -------------------------------- | -------------------------------- | -------------------------------- | -------------------------------- | -------------------------------- | -------------------------------- | -------------------------------- |
| 历史最高温 °C（°F）              | 18.9 (66.0)                      | 24.6 (76.3)                      | 27.1 (80.8)                      | 30.7 (87.3)                      | 34.7 (94.5)                      | 39.7 (103.5)                     | 40.2 (104.4)                     | 41.6 (106.9)                     | 37 (99)                          | 32.1 (89.8)                      | 25.6 (78.1)                      | 20.1 (68.2)                      | 41.6 (106.9)                     |
| 平均高温 °C（°F）                | 10 (50)                          | 12.2 (54.0)                      | 16 (61)                          | 18 (64)                          | 22.8 (73.0)                      | 26.1 (79.0)                      | 28.5 (83.3)                      | 28.7 (83.7)                      | 24.8 (76.6)                      | 19.9 (67.8)                      | 13.5 (56.3)                      | 10.1 (50.2)                      | 19.2 (66.6)                      |
| 日均气温 °C（°F）                | 6 (43)                           | 7.3 (45.1)                       | 10.2 (50.4)                      | 12.3 (54.1)                      | 16.7 (62.1)                      | 19.9 (67.8)                      | 21.8 (71.2)                      | 22 (72)                          | 18.2 (64.8)                      | 14.7 (58.5)                      | 9.3 (48.7)                       | 6.4 (43.5)                       | 13.7 (56.7)                      |
| 平均低温 °C（°F）                | 2.1 (35.8)                       | 2.3 (36.1)                       | 4.5 (40.1)                       | 6.6 (43.9)                       | 10.6 (51.1)                      | 13.6 (56.5)                      | 15.2 (59.4)                      | 15.2 (59.4)                      | 11.7 (53.1)                      | 9.4 (48.9)                       | 5.2 (41.4)                       | 2.6 (36.7)                       | 8.3 (46.9)                       |
| 历史最低温 °C（°F）              | −9.1 (15.6)                      | −13 (9)                          | −9.7 (14.5)                      | −3.4 (25.9)                      | 0.8 (33.4)                       | 4 (39)                           | 7.5 (45.5)                       | 6.2 (43.2)                       | 1.4 (34.5)                       | −4.5 (23.9)                      | −9 (16)                          | −11.2 (11.8)                     | −13 (9)                          |
| 平均降水量 mm（）                | 58.3 (2.30)                      | 48.2 (1.90)                      | 49.5 (1.95)                      | 75.6 (2.98)                      | 68.6 (2.70)                      | 60.8 (2.39)                      | 59.3 (2.33)                      | 60 (2.4)                         | 63.5 (2.50)                      | 68.5 (2.70)                      | 80.4 (3.17)                      | 64.9 (2.56)                      | 757.6 (29.83)                    |
| 月均日照時數                     | 78                               | 119.5                            | 167.7                            | 190.9                            | 213.9                            | 259                              | 268.9                            | 239.6                            | 214.2                            | 136.8                            | 83.7                             | 75                               | 2,047.2                          |
| 来源：infoclimat.fr              |                                  |                                  |                                  |                                  |                                  |                                  |                                  |                                  |                                  |                                  |                                  |                                  |                                  |

## 行政区划

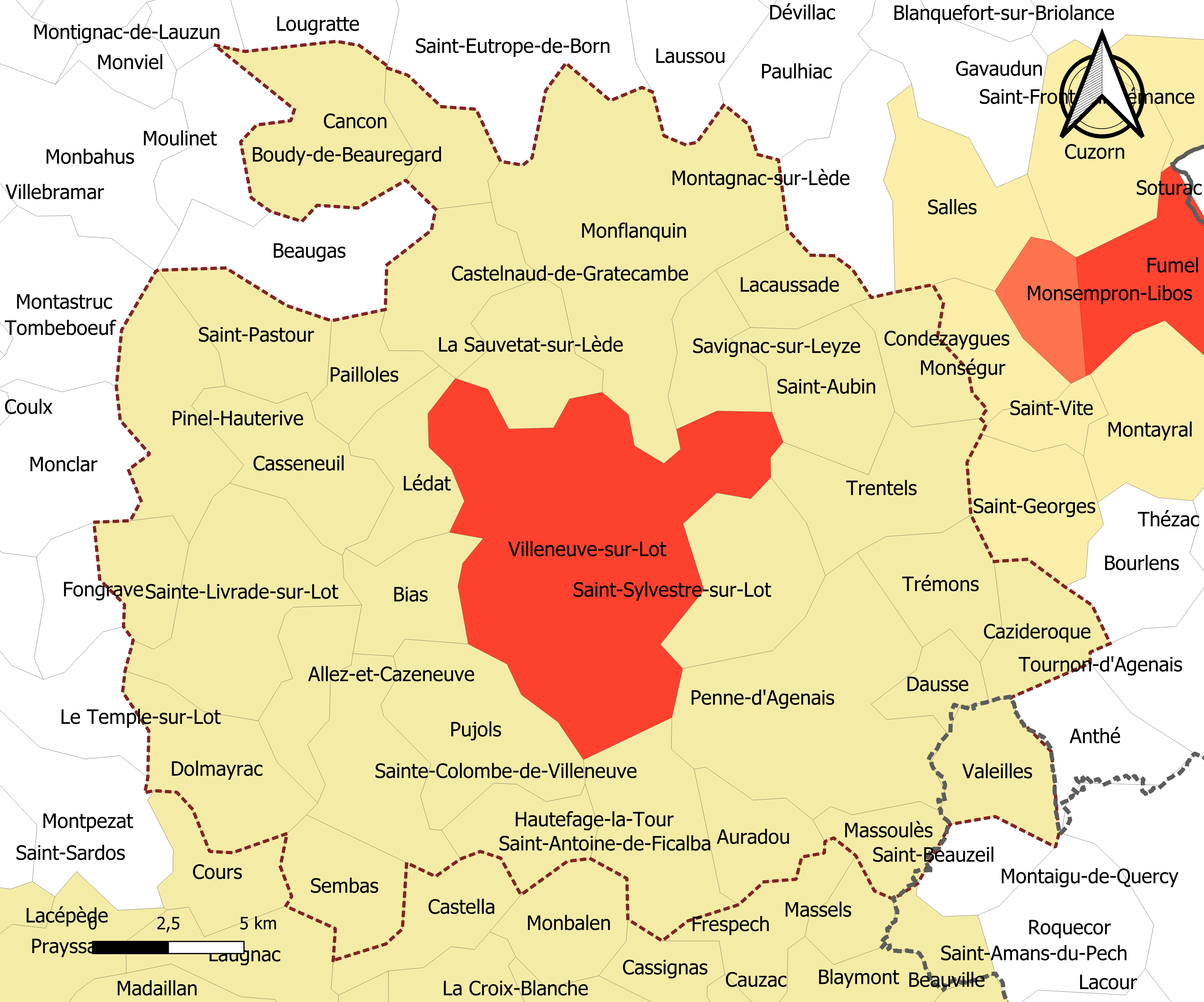
洛特河畔新城城市辐射区范围地图

洛特河畔新城是法国新阿基坦大区洛特-加龙省的一个市镇，编号为47323，它也是洛特-加龙省的一个副省会。洛特河畔新城下辖洛特河畔新城区，隶属于洛特-加龙省第三选区，管理洛特河畔新城第一县和第二县，同时也是大洛特河畔新城城市圈公共社区的核心市镇。
洛特河畔新城的拉巴斯蒂德街区自2013年起被列为城市优先发展区（ZUP）。
法国国家统计与经济研究所（简称）在进行数据统计时，将洛特河畔新城及相邻的另外12个市镇设为洛特河畔新城城市核心区，并将包括核心区在内的周边共26个市镇划为洛特河畔新城城市区。自2020年起，洛特河畔新城城市区被包含34个市镇的洛特河畔新城城市辐射区代替。
此外，还将洛特河畔新城市镇分为了9个“块区”（IRIS），以便于统计人口分布情况。

## 交通

洛特河畔新城火车站

### 公路
法国国道21线经过洛特河畔新城并在此跨越洛特河，此外多条省道在洛特河畔新城境内交汇。新阿基坦大区下属的城际客运提供巴士线路，可前往阿让、贝尔热拉克、马尔芒德以及菲梅勒。
2018年，69.9%的洛特河畔新城家庭拥有至少一辆私人汽车。2019年，洛特河畔新城境内共发生各类交通事故12起，造成16人受伤。

### 铁路
洛特河畔新城位于佩讷达日奈－托南斯铁路上，该铁路建于1894年，于1995年废弃，原有的洛特河畔新城火车站站房被改建为地方就业服务中心。
距离洛特河畔新城最近的运营中的客运铁路车站为佩讷站，位于市区以东大约8公里，该站停靠往返于佩里格和阿让一线的区域列车。

### 航空
距离洛特河畔新城最近的民用航空站为阿让机场，距离洛特河畔新城市中心的公路里程约36公里。

### 城市公共交通
洛特河畔新城城市公共交通（商业名称为）是当地的城市公共交通系统，由法国交通发展集团负责运营，免费向公众开放，截止2021年10月，该系统共包括了4条常规线路和数十条校车线路，路网覆盖了洛特河畔新城市区内及周边的主要街道和居民区。

## 政治

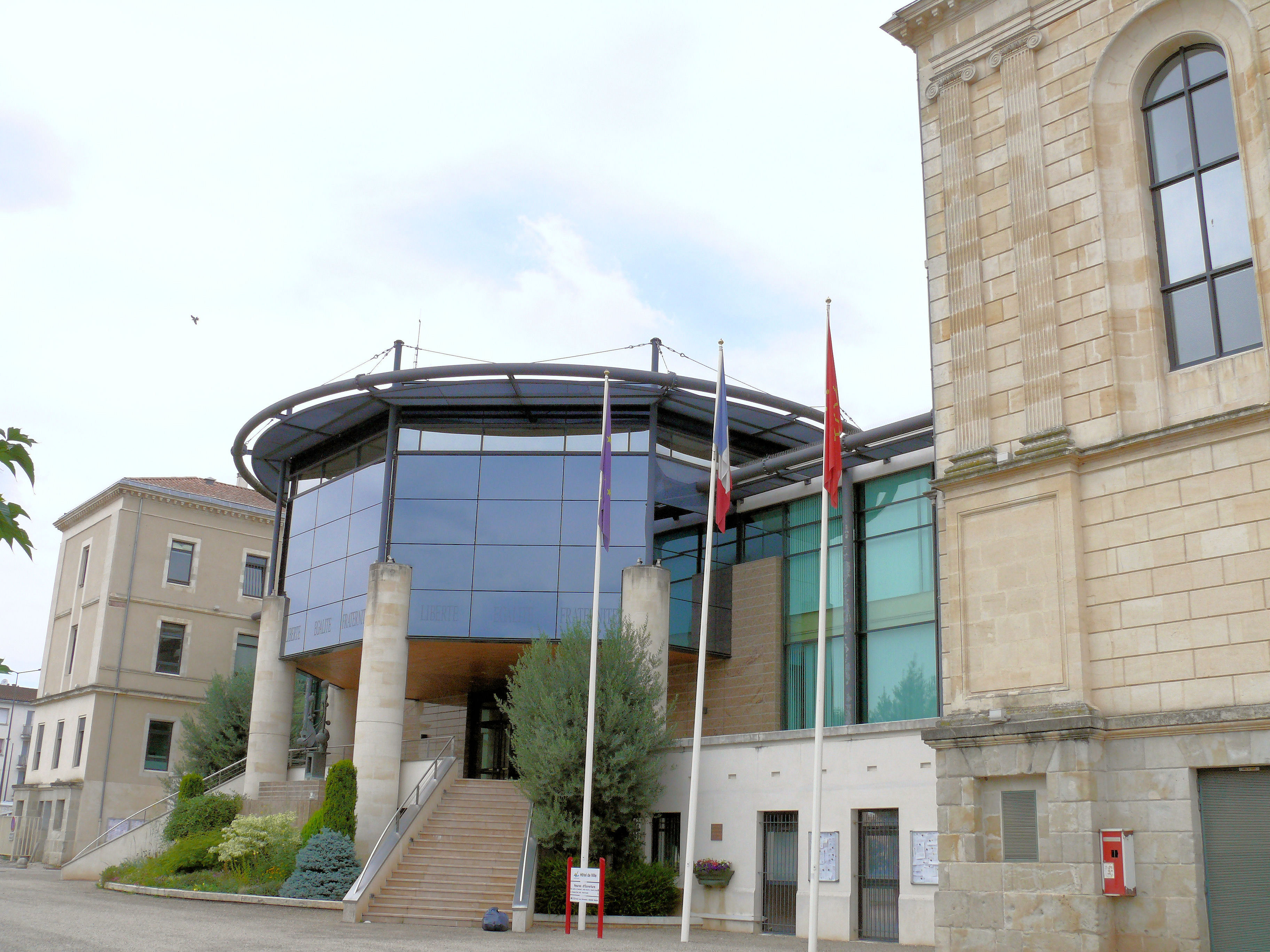
洛特河畔新城市政厅

洛特河畔新城的现任市长为纪尧姆·勒佩尔（Guillaume Lepers）先生，他是共和党的一名成员，在2020年的市政选举中获得了49.8%的支持率。
在2017年的法国总统大选中，法国第25任总统埃马纽埃尔·马克龙在洛特河畔新城获得了62.73%的支持率。
| 洛特河畔新城历届市长 |                                          |                   |
| 任期                 | 市长                                     | 党派              |
| 1944年－1949年       | Léon Bonnet 莱昂·博内                    | 不详              |
| 1949年－1955年       | René Rieus 勒内·里厄                     | 不详              |
| 1955年－1974年       | Jacques Raphaël-Leygues 雅克·拉斐尔-莱格 | UNR新共和国联盟   |
| 1974年－1976年       | Jean-Claude Cayrel 让-克洛德·凯雷尔      | UDR共和国保卫联盟 |
| 1976年－1977年       | Jacques Descayrac 雅克·德凯拉克          | RPR保衛共和聯盟   |
| 1977年－1989年       | Georges Lapeyronie 乔治·拉佩罗尼         | RPR保衛共和聯盟   |
| 1989年－1992年       | Claude Larroche 克洛德·拉罗什            | RPR保衛共和聯盟   |
| 1992年－1993年       | Léon Bourjade 莱昂·布尔雅德              | RPR保衛共和聯盟   |
| 1993年－2001年       | Michel Gonelle 米歇尔·戈内勒             | RPR保衛共和聯盟   |
| 2001年－2012年       | Jérôme Cahuzac 热罗姆·卡于扎克           | PS社会党          |
| 2012年－2020年       | Patrick Cassany 帕特里克·卡萨尼          | PS社会党          |
| 2020年－             | Guillaume Lepers 纪尧姆·勒佩尔           | LR共和黨          |

## 人口
2018年，洛特河畔新城市镇人口数量为21,915，在法国排名第414位。其中男性10,188人，女性11,727人，75岁及以上人口占13.4%，外籍人口数量为5,020人，人口密度为269人/平方公里，当地居民被称为（男性）或（女性）。2019年，洛特河畔新城境内出生247人，死亡人口302人。
| 年份   | 1936   | 1946   | 1954   | 1962   | 1968   | 1975   | 1982   | 1990   | 1999   | 2006   | 2011   | 2016   | 2018   |
| ------ | ------ | ------ | ------ | ------ | ------ | ------ | ------ | ------ | ------ | ------ | ------ | ------ | ------ |
| 人口數 | 12,655 | 17,055 | 15,784 | 17,295 | 21,682 | 22,307 | 23,045 | 22,782 | 22,782 | 23,466 | 23,232 | 22,422 | 21,915 |

## 经济

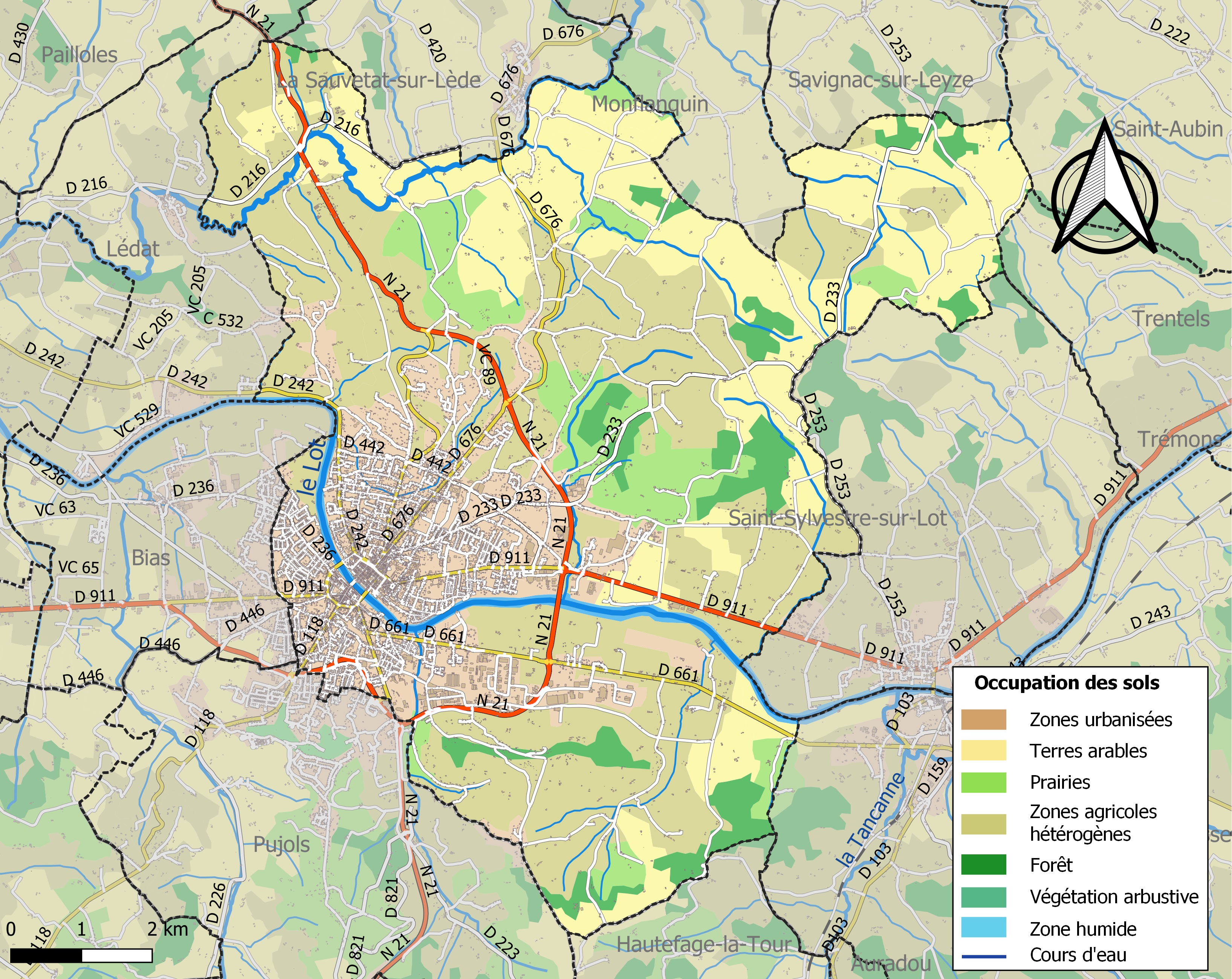
洛特河畔新城土地利用情况地图

洛特河畔新城附近区域农业发达，李子、四季豆等农产品通过河流和铁路运输销往法国各地。欧洲连锁大型家居商场Gifi的总部亦位于洛特河畔新城。
截止2021年10月，洛特河畔新城共有各类用人单位（包含自雇）4,274家，平均历史为17年，其中83.88%为中小型企业（PME）。（家居销售）、（大型零售）及（网络零售）是当地2019年营业额最高的三个企业，分别为156,717,307欧元、98,624,449欧元和22,564,394欧元。

## 财政收入
2019年，洛特河畔新城的财政收入总额为29,054,800欧元，财政支出总额为26,841,000欧元，当年的债务总额为24,484,600欧元。2021年，洛特河畔新城共获得3,938,399欧元的国家财政补助，比上一年减少了0.45%。
2019年，洛特河畔新城的人均月收入总额为1,890欧元，其中高级职员为3,504欧元，低于法国平均水平（4,230欧元）；中级职员为2,162欧元，低于法国平均水平（2,411欧元）；普通职员为1,621欧元，亦低于法国平均水平（1,740欧元）。
2018年，洛特河畔新城境内的青壮年（15至64岁）失业率为20.3%，当地41.8%的家庭拥有纳税资格，平均纳税2,363欧元，低于法国平均水平（3,888欧元）。

## 社会事务

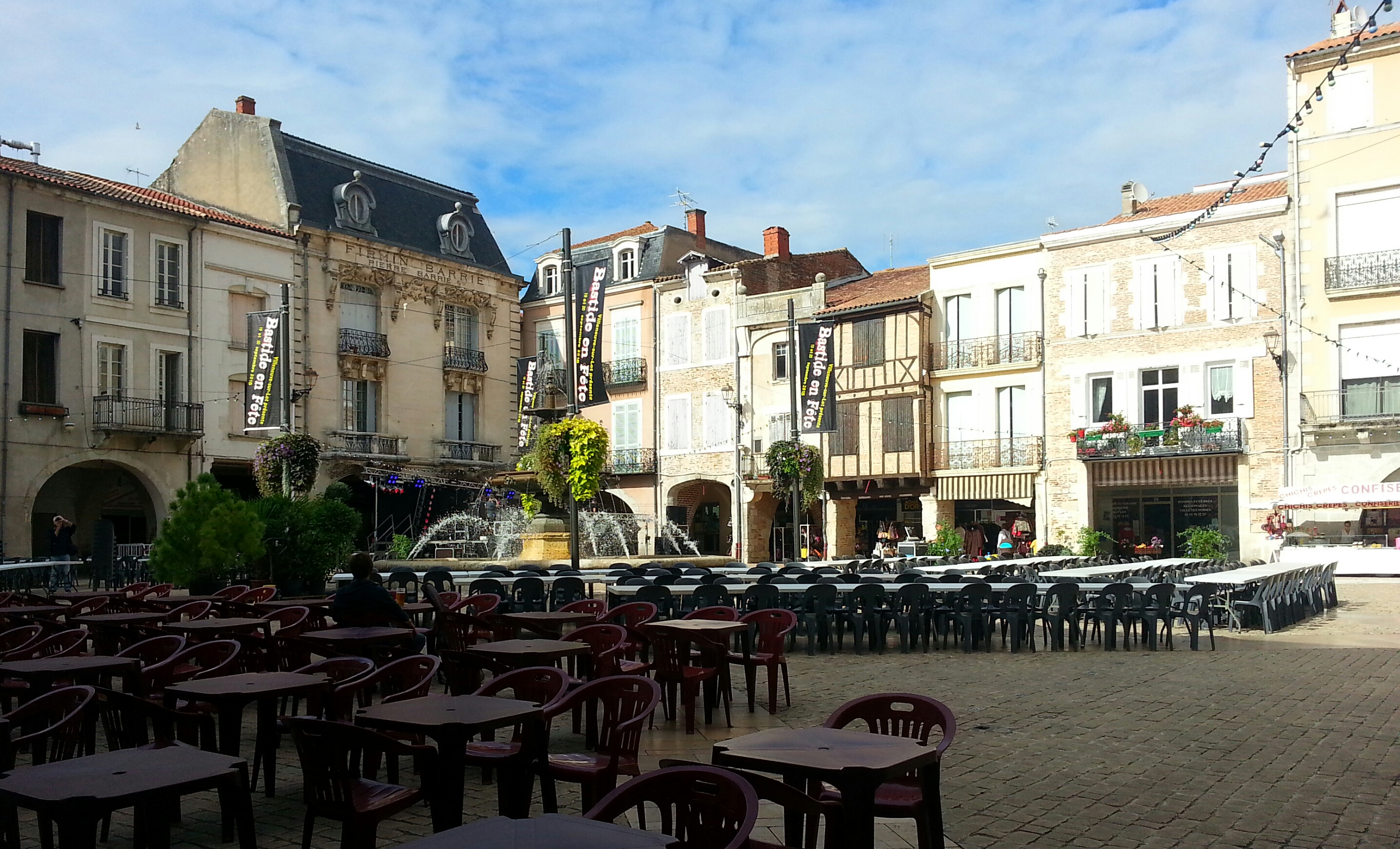
洛特河畔新城拉巴斯蒂德广场

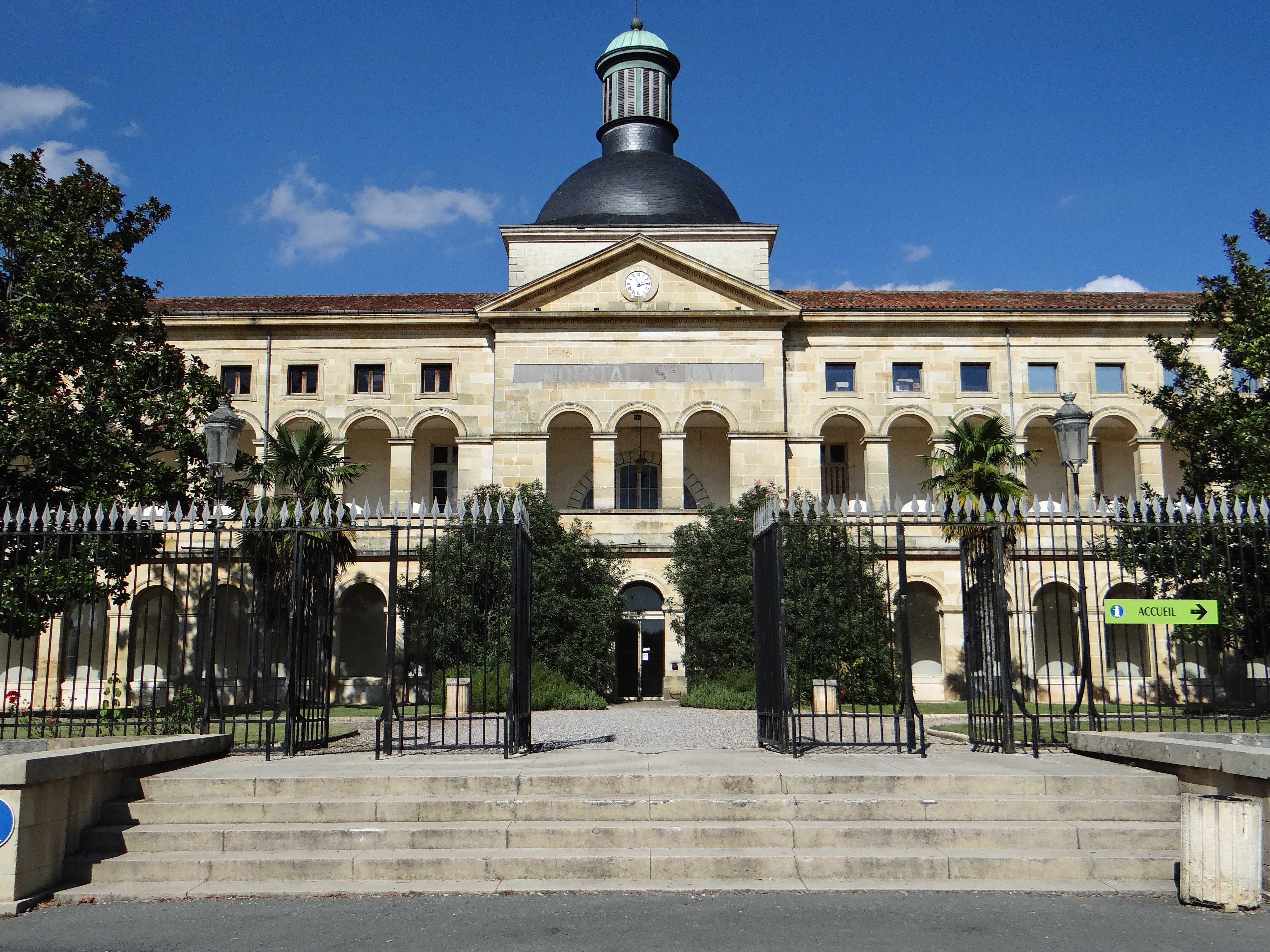
洛特河畔新城健康中心

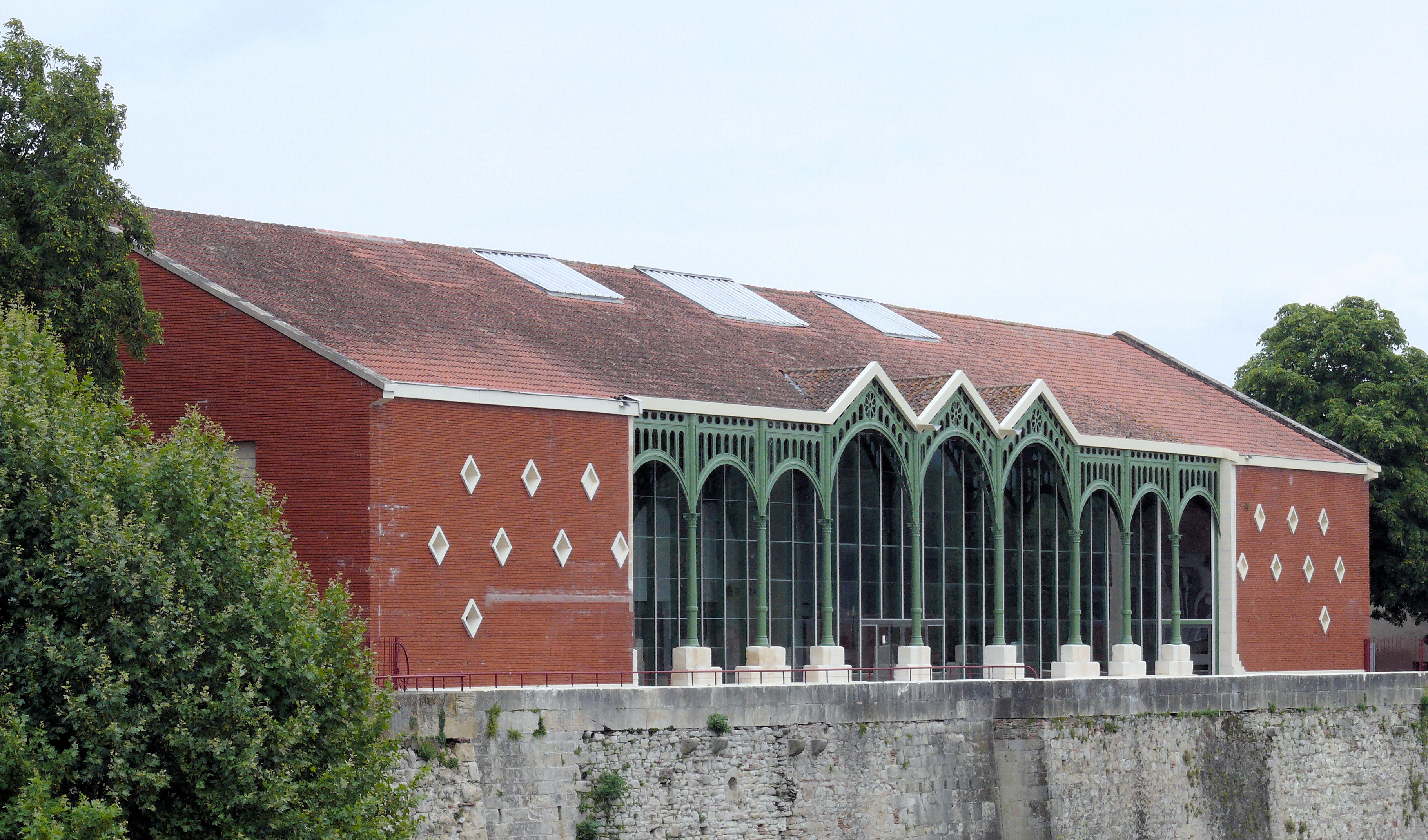
集市大堂

### 教育
洛特河畔新城属于波尔多学区。截止2020年1月1日，洛特河畔新城境内共有6所幼儿园、13所小学、3所初级中学、2所普通高中、1所农业高中和1所职业高中。2018至2019学年度，洛特河畔新城境内共有在校中等教育阶段学生2,741名。

### 医疗
截止2020年1月1日，洛特河畔新城境内共有全科医生20名、保健师24名、牙医18名、护士56名、耳科医生2名、眼科医生4名、皮肤科医生2名、助产士2名和妇科医生2名。境内共有药房12家、养老院3家、残疾人帮扶中心3家。
洛特河畔新城健康中心（Pôle de Santé du Villeneuvois）是法国的一个区域性医疗机构，其主病区位于洛特河畔新城市区，设有床位375个，是当地规模最大的公立综合性医院。

### 住房
2018年，洛特河畔新城境内共有各类住房13,144套，其中70.7%为独立式居民区，29.1%为集中式居民区。常住房屋占洛特河畔新城市镇范围内居民建筑总量的83.6%。
在住房保障政策方面，2020年，洛特河畔新城境内共有3,164户家庭获得了住房经济补助，受益人数占总人口数量的14.4%，其中3,021份为房租补助。

### 商业
2019年，洛特河畔新城境内共有各类实体商铺693家，其中餐厅101家、大型超市12家、杂货店8家、面包房19家、肉铺11家、书店5家、装饰品店4家、银行门店15家、美容美发店53家、汽车维修店46家。市区东部建有大型开放式商业街区，建有E.Leclerc、利多超市、Intersport、Gifi、康福浪漫等商场。

### 体育
2020年，洛特河畔新城境内共有9间体育馆、4座综合体育场、8处网球场、4处马术场、6处足球或橄榄球场以及4处篮球或排球场。
洛特河畔新城因联盟式橄榄球而闻名，新城联盟式橄榄球队是当地的代表性橄榄球队，该队成立于1934年，2021至2022赛季参加法国联盟式橄榄球联赛，在此之前已获得过9次该项目的总冠军，以及9次法国联盟式橄榄球杯的冠军。其主场马克斯·鲁西耶球场可同时容纳1,434名观众，是当地规模最大的体育设施。
截至2021年10月，洛特河谷足球俱乐部（Football Club de la Vallée du lot）是当地唯一的注册足球俱乐部，其老年队及U14青年队于2021至2022赛季参加新阿基坦大区足球联赛。

### 环境
洛特河畔新城的环境事务由其所属的公共社区负责。2019年，洛特河畔新城境内共有4家污染企业。

### 治安
2019年，洛特河畔新城市镇范围内有1处派出所。
2014年，洛特河畔新城及附近地区共发生各类案件1,602起，其中盗窃类案件1,037起，经济类案件155起，毒品交易类案件87起。

## 文化
2020年，洛特河畔新城境内共有1家剧场、1家电影院和1家博物馆。洛特河畔新城市政府提供多媒体中心，向公众全年开放。

### 建筑
洛特河畔新城境内有多处法国国家文物保护单位，其中白监狱小教堂、圣斯德望教堂等为当地的代表性建筑物。

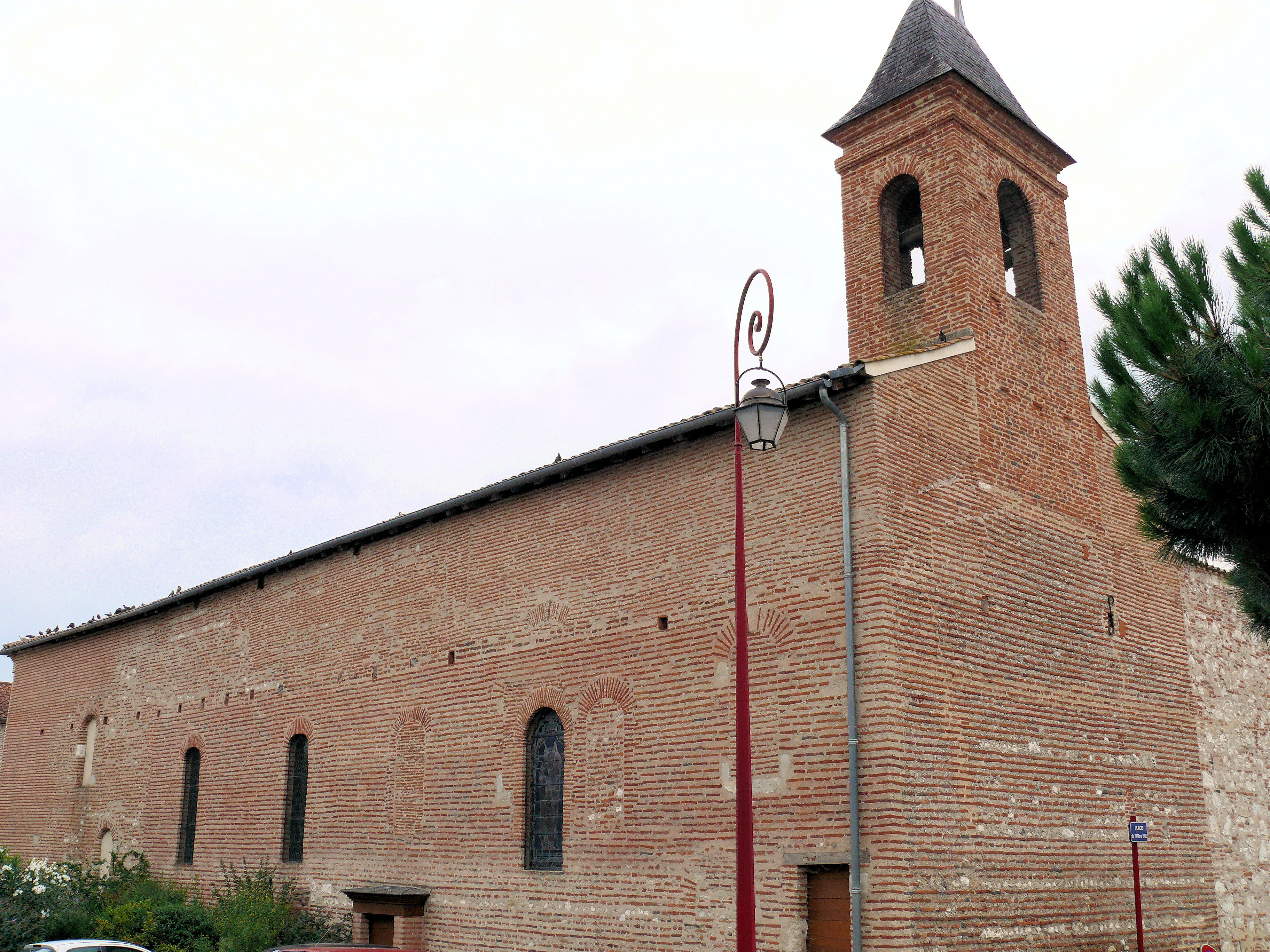
白监狱小教堂（法语：Chapelle des Pénitents blancs de Villeneuve-sur-Lot）
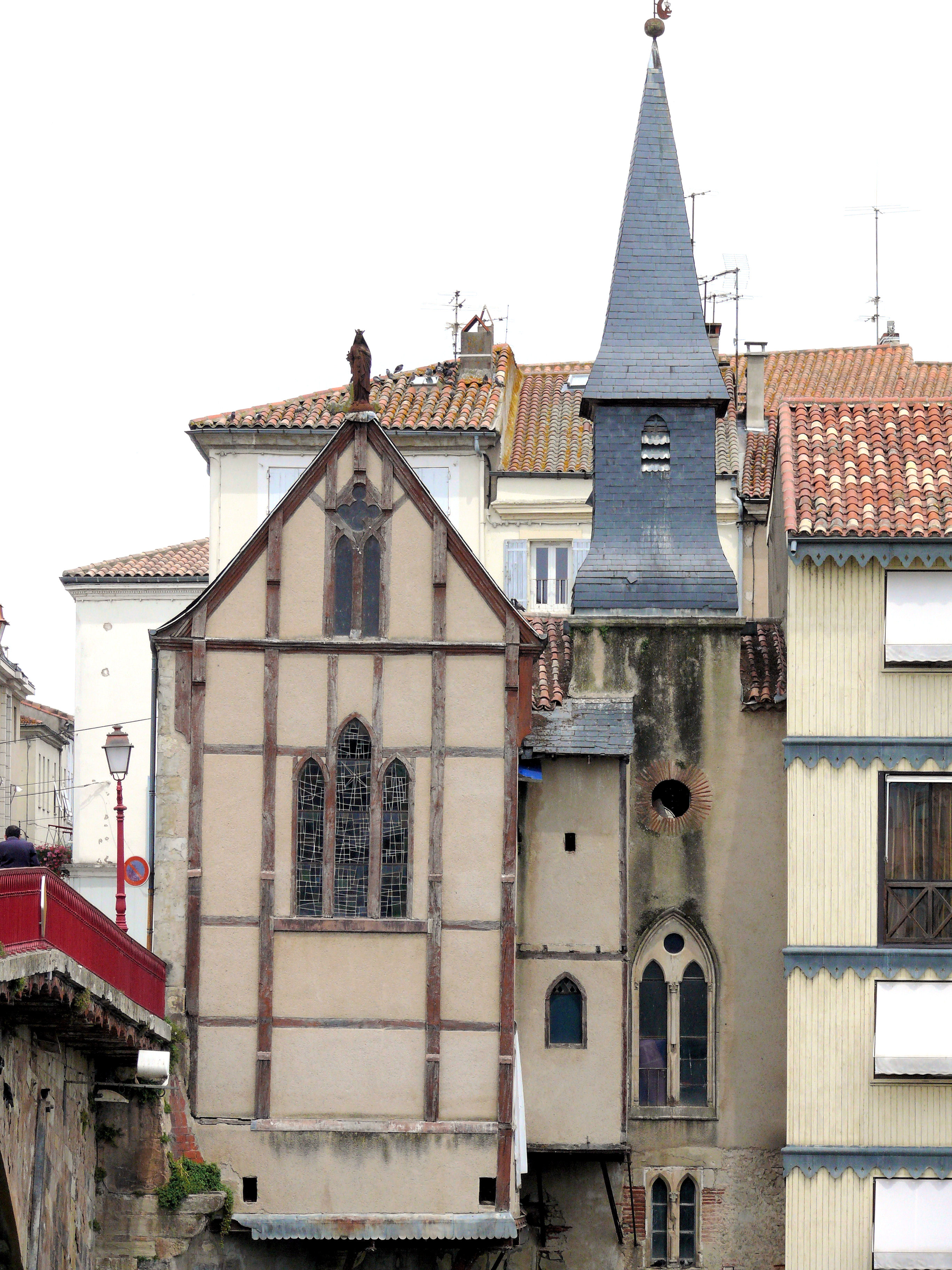
桥头小教堂
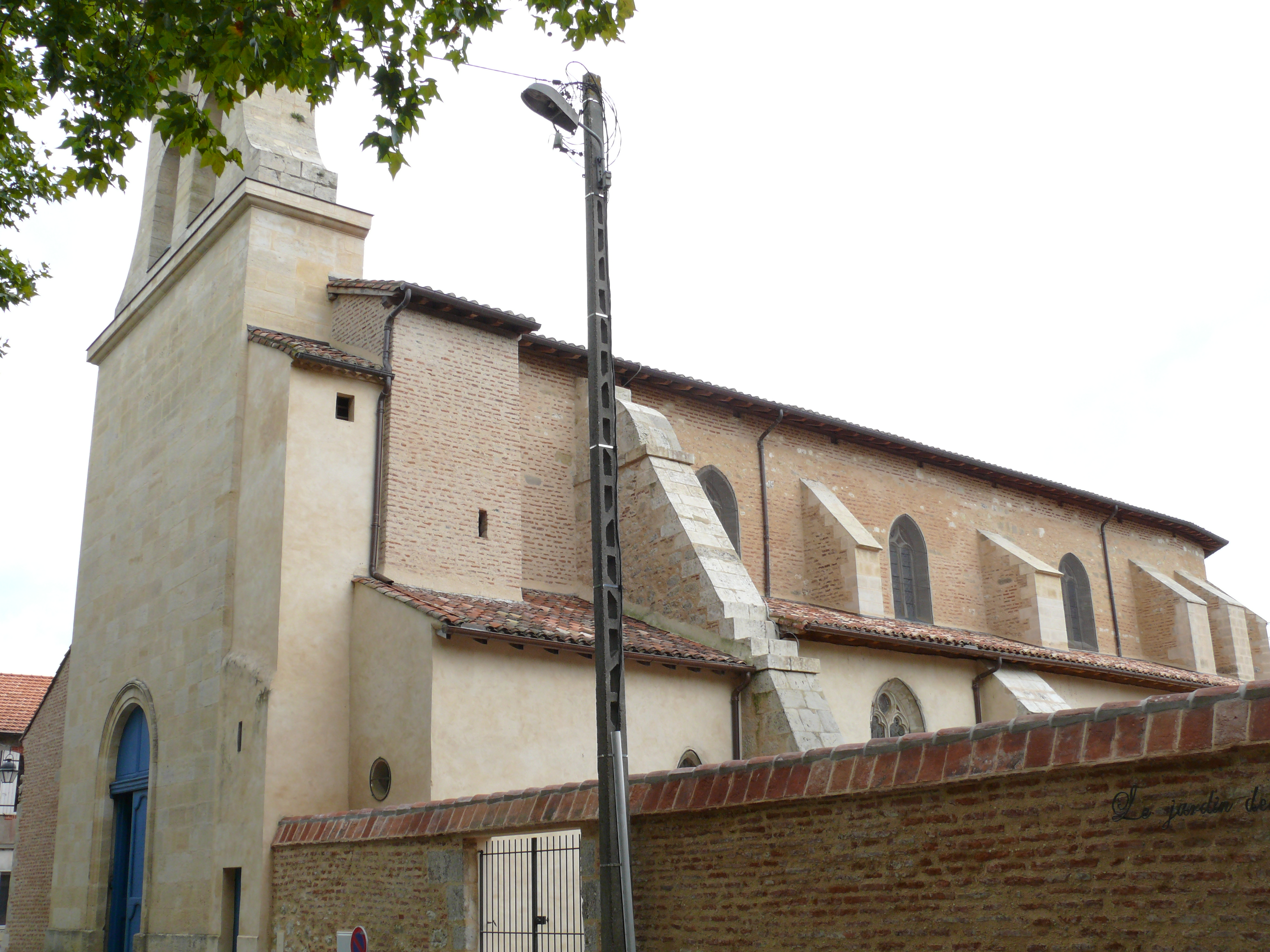
圣斯德望教堂（法语：Église Saint-Étienne de Villeneuve-sur-Lot）
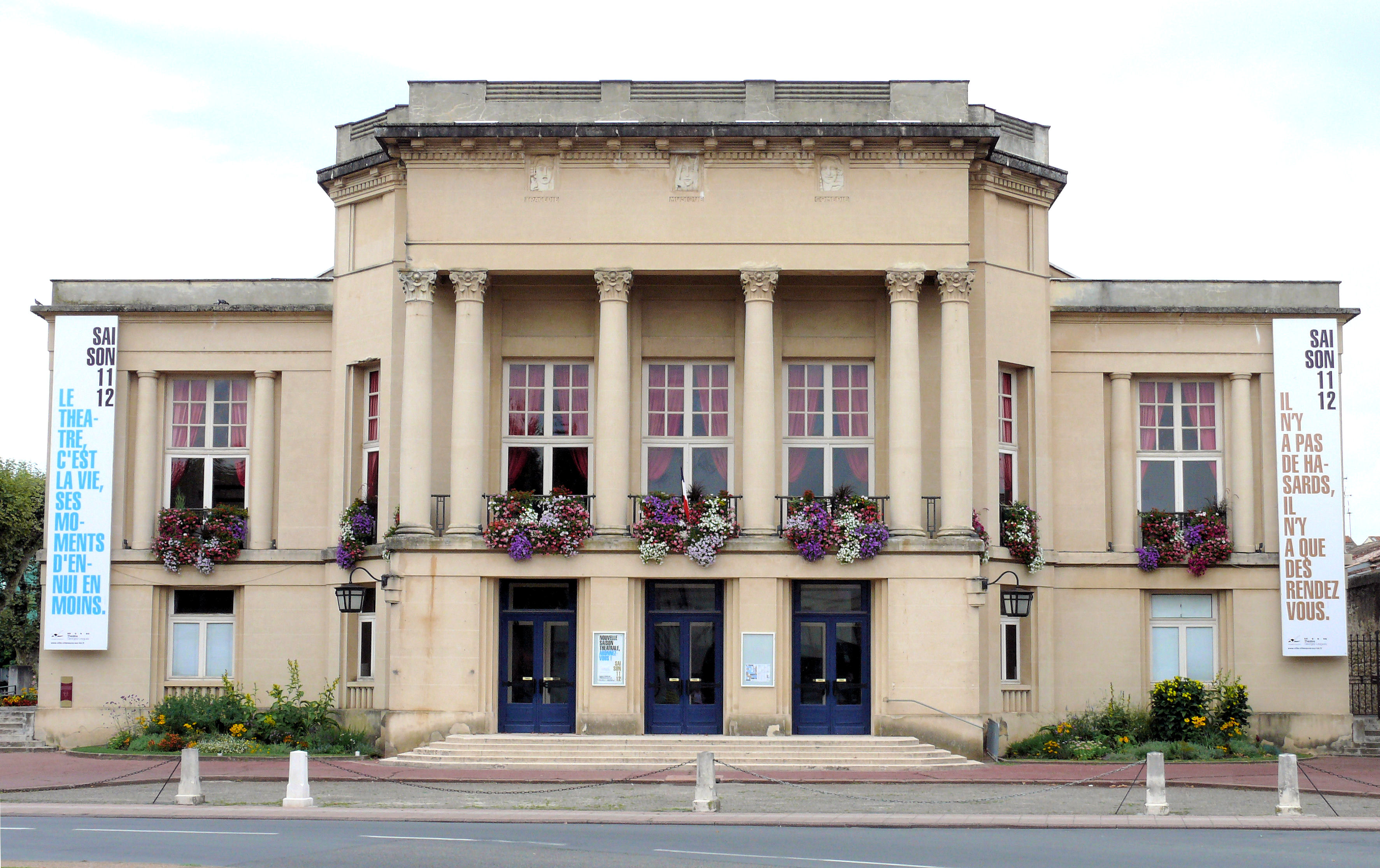
乔治·莱格剧场（法语：Théâtre Georges-Leygues）
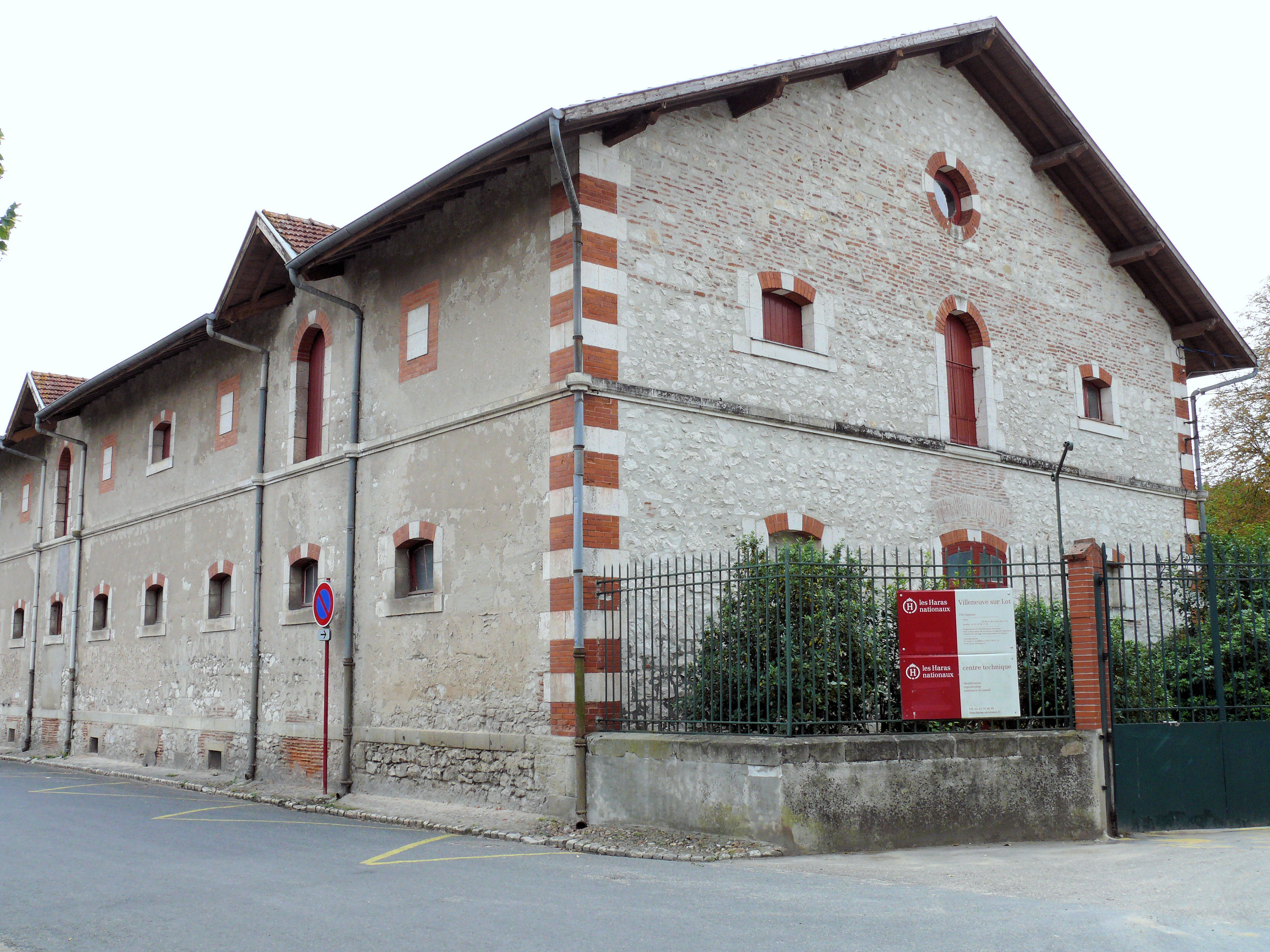
国家种马场（法语：Haras national de Villeneuve-sur-Lot）
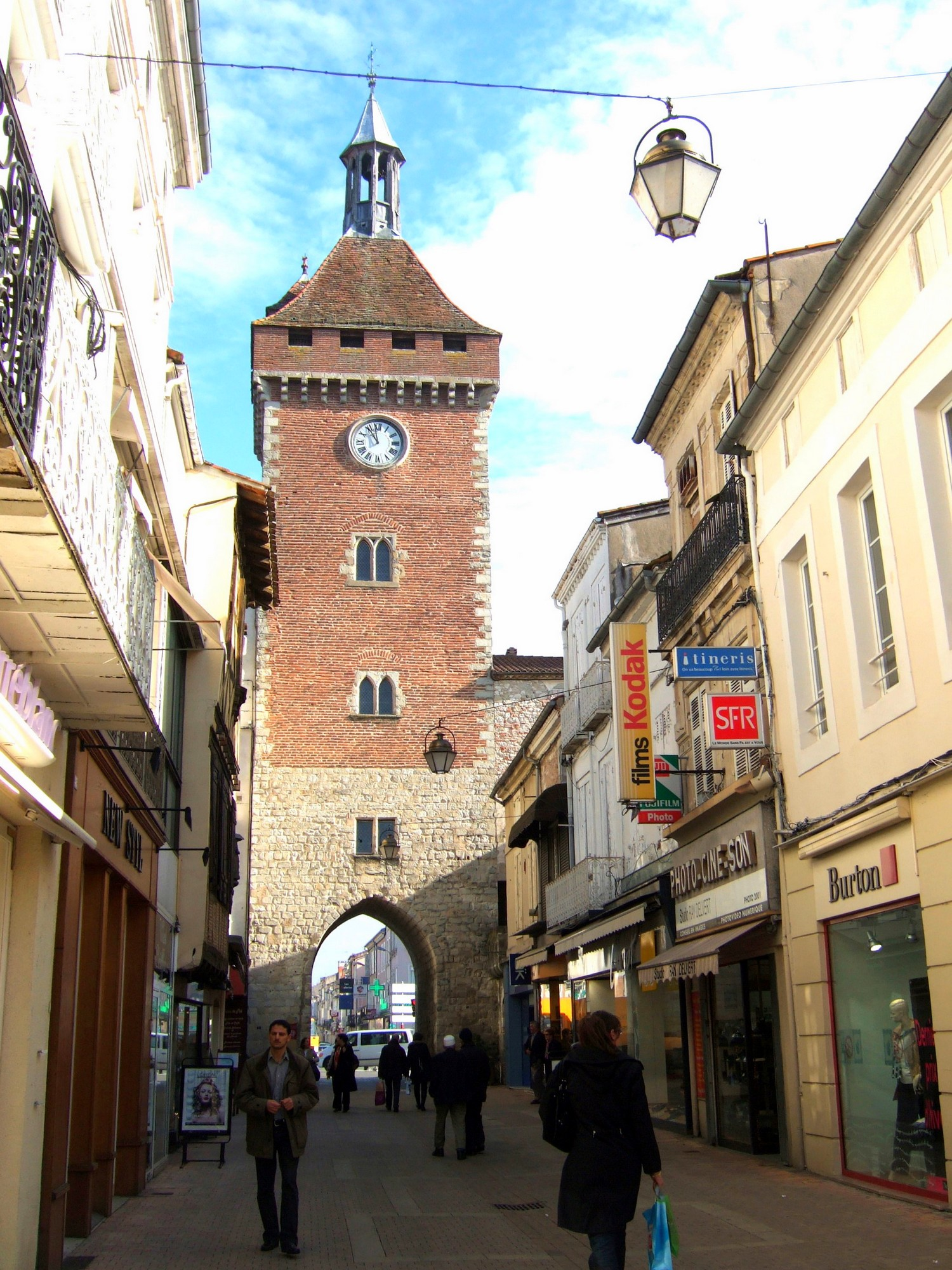
巴黎塔门
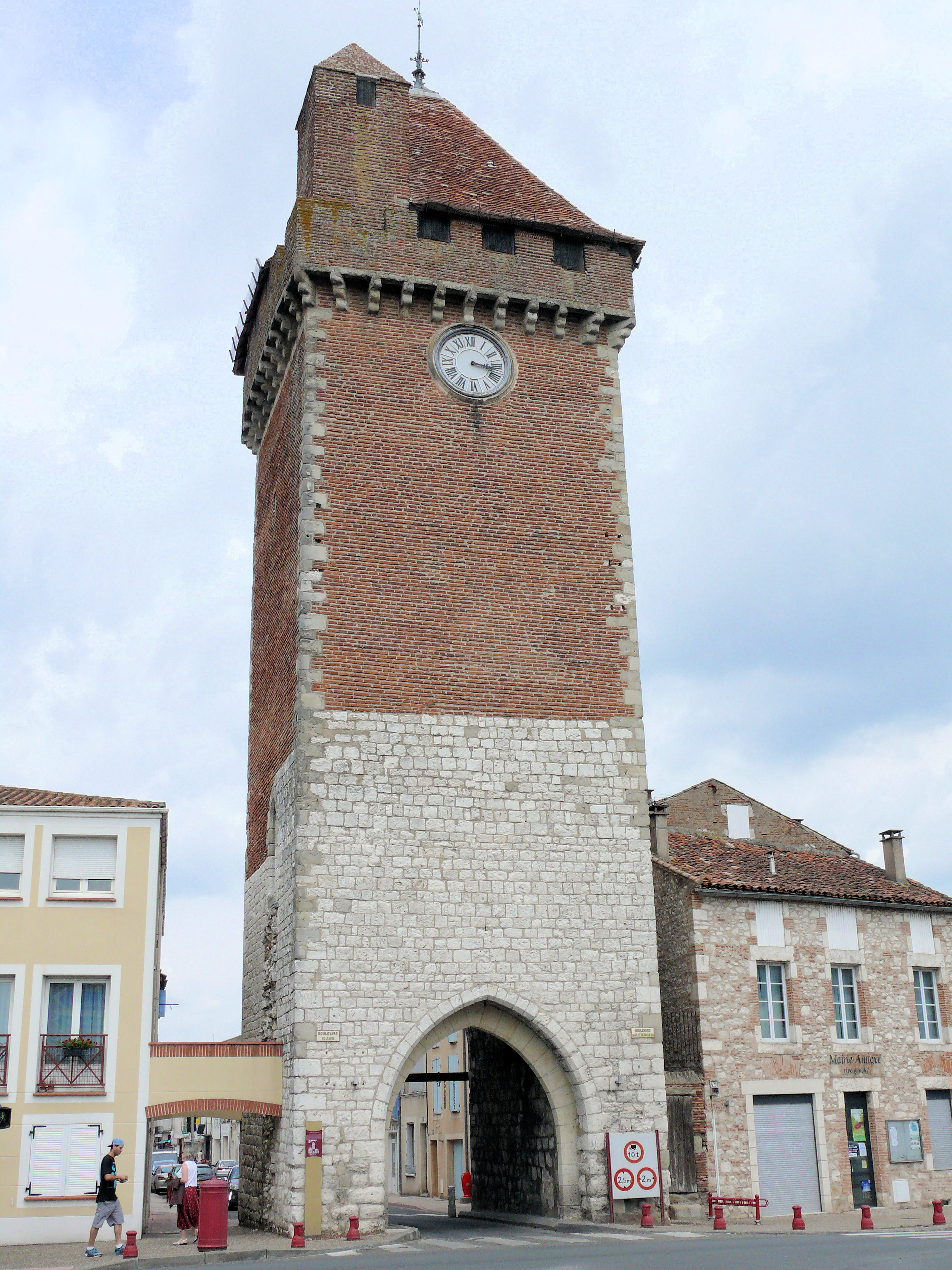
皮若勒塔门

### 旅游
洛特河畔新城的旅游事务由其所属的公共社区负责。2021年，洛特河畔新城境内共有9家酒店共计156间房间。

### 媒体
法国主要的媒体均可在洛特河畔新城接收，法国电视三台下属的新阿基坦大区频道在部分时段播出洛特河畔新城所属区域的地方新闻。《西南报》是当地主要的地方媒体，其总部位于波尔多，在洛特河畔新城设有发行部。

## 相关人物
法国政治家乔治·莱格、建筑师纪尧姆·特龙谢、作家夏尔·德雷纳、企业家菲利普·吉内斯泰、橄榄球运动员西里尔·斯塔屈尔、足球运动员拉明·萨内和饶舌组合Bigflo和Oli出生于洛特河畔新城。

## 友好城市
截至2021年10月，洛特河畔新城共与五座城市互为友好城市关系：
- 德国 科堡附近诺伊施塔特[51]
- 西班牙 阿维拉[52]
- 布瓦凯[53]
- 義大利 皮亚韦河畔圣多纳[54]
- 苏格兰 特伦[55]